# Neocapritermes taracua
Neocapritermes taracua são uma espécie de cupim capaz de romper partes de seu próprio corpo, liberando toxinas sobre os invasores que os atacam, corroendo seus corpos.